# Neoptista lorna
Neoptista lorna is een vlinder uit de familie van de spinneruilen (Erebidae). De wetenschappelijke naam van deze soort is voor het eerst voorgesteld als Thalpochares ? lorna door William Schaus in een publicatie uit 1904.
De soort komt voor in Brazilië.